# 라틴 아메리칸 익스체인지

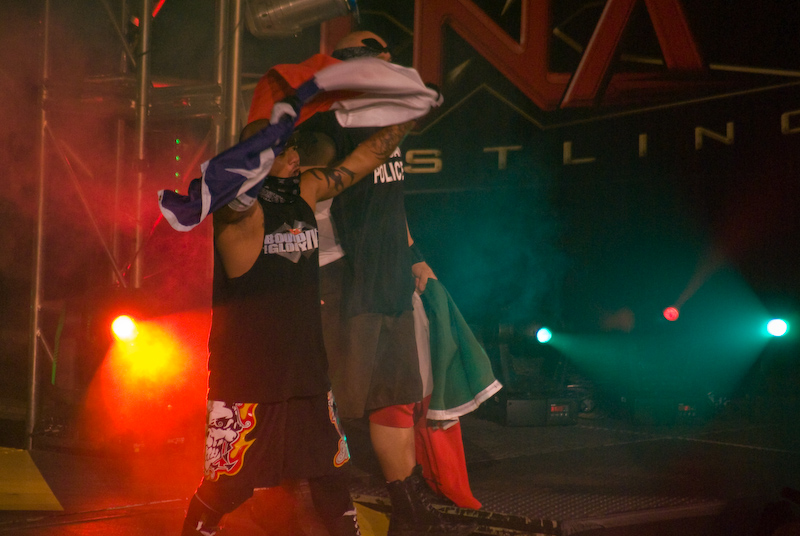

라틴 아메리칸 익스체인지(The Latin American Xchange)는 임팩트 레슬링에서 활동하는 프로레슬링 악역 스테이블이다.

## 멤버

### 멤버들
| 현 멤버들   | 날짜                                  |
| ----------- | ------------------------------------- |
| 코난 (리더) | 2005년 12월 - 2007년 7월 2017년 3월 ~ |
| 하머사이드  | 2005년 12월 ~ 2009년 2017년 3월 ~     |
| 오티즈      | 2017년 3월 ~                          |
| 산타나      | 2017년 3월 ~                          |
| 디아만테    | 2017년 3월 ~                          |